# Thümmlitzwalde
Thümmlitzwalde – miejscowość-dzielnica miasta Grimma w Niemczech, położona na terenie kraju związkowego Saksonia, w okręgu administracyjnym Lipsk, w powiecie Lipsk.
Do 31 grudnia 2010 samodzielna gmina.